# ダンフェール＝ロシュロー駅
ダンフェール＝ロシュロー駅（フランス語: Gare de Denfert-Rochereau）はフランス・パリ南部の14区にあるパリ交通公団（RATP）の駅。かつてはパリと南郊外を結ぶソー線の起点であったが、1895年に同線がリュクサンブール駅まで延伸されてからはのRER B線の中間駅となった。
当駅にはRER B線とメトロ4号線・6号線の合計3路線が乗り入れる。

## 歴史
RERの駅の起源は1846年6月23日に開業したソー線の起点駅である。当時この場所はまだパリ市外であり、フェルミエー・ジェネローの城壁の門の一つでオルレアン方面への街道の起点でもあったアンフェール（地獄）城門（Barrièr d'Enfer）のすぐ外に位置していた。このため開業時にはアンフェール駅（gare d'Enfer）あるいはアンフェール城門駅、またはソー線の起点であるためソー駅などと呼ばれていた。
開業時のソー線は軌間1750mmの広軌であり、その車両はアルノー式と呼ばれる独自の車軸転向装置を備えていた。これは転向可能な車軸に水平方向の滑車を取りつけ、前後の滑車の間に8の字型に鎖をかけることで、前方の車軸が車体に対して傾くと後方の車軸がその逆向きに同じだけ傾くようにしたものである。これにより急曲線を安定して走行することが可能になっていた。
駅の構内は最小半径25mのラケット状のループ線になっており、機関車を付けかえることなく折り返しが可能な構造になっていた。曲線の途中に単式ホーム1面1線が外側から接していた。ホームはさらに駅舎に接しており、このため駅舎は円弧状の形になっている。
1857年にソー線はパリ・オルレアン鉄道に買収された。また1860年1月1日のパリ市域の拡張で市内の駅となった。1879年には城門跡の広場が普仏戦争でのベルフォール防衛の英雄ピエール・ダンフェール＝ロシュロー大佐に因んでダンフェール＝ロシュロー広場と改名され、駅の方もダンフェール＝ロシュロー駅と呼ばれるようになった。
1891年にソー線のダンフェール＝ロシュロー - リムール間は標準軌に改軌された。同時に構造が複雑で時代遅れとなっていたアルノー式も廃止され、ボギー台車を使用した車両に置き換えられた。ダンフェール＝ロシュロー駅構内のループ線も廃止され、行き止まり式の島式ホームに置き換えられた。

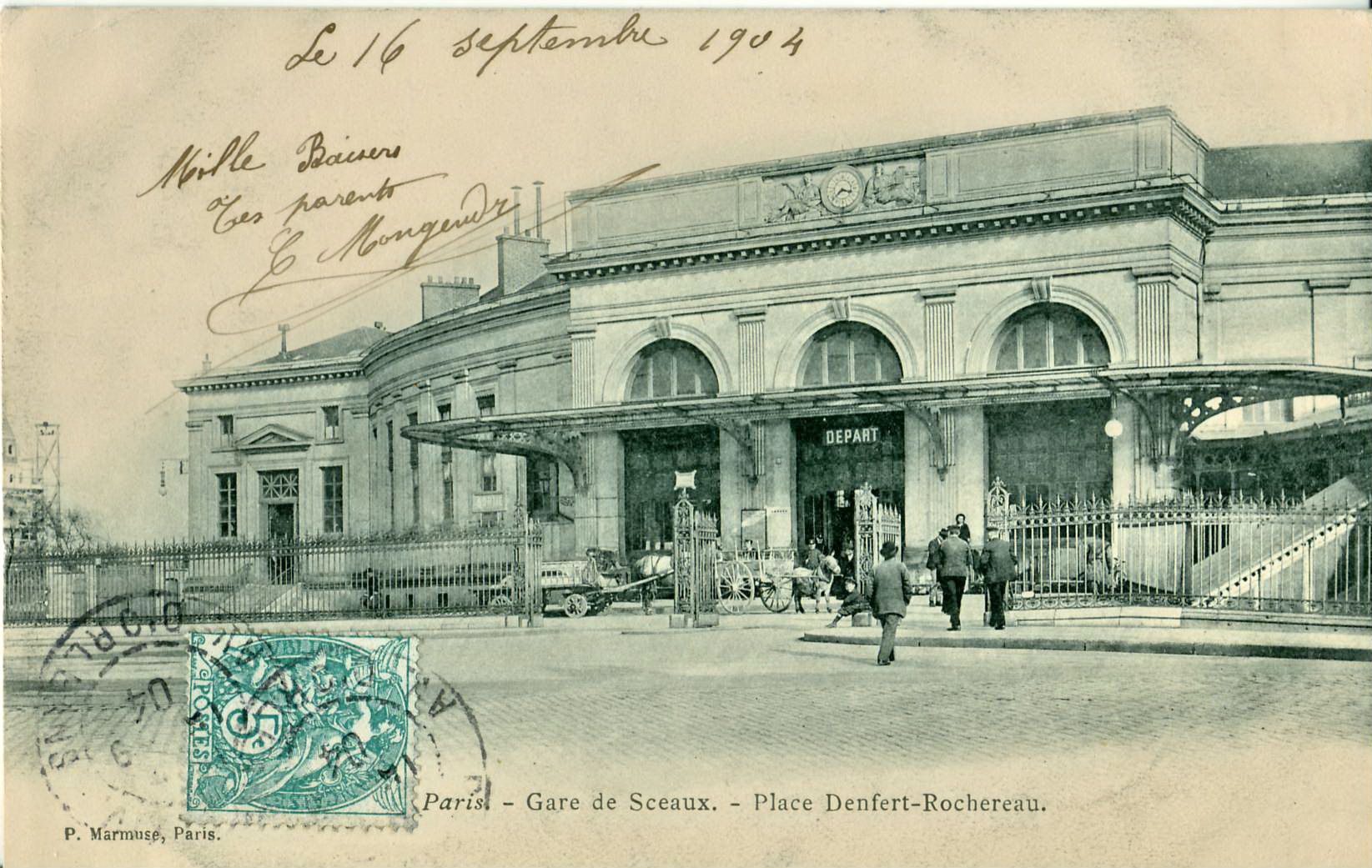
1904年の絵葉書

1895年にはソー線はダンフェール＝ロシュロー駅からリュクサンブール駅まで延長された。ダンフェール＝ロシュロー駅のホームは広場の地下に移され、旧ホーム跡はこれ以降留置線として用いられるようになった。地上の駅舎は地下ホームへの入口としてそのまま用いられた。
1906年4月24日にメトロの2号南線（現6号線）が、1909年10月30日には4号線がそれぞれダンフェール＝ロシュロー駅に乗り入れた。
1930年代になると、メトロの運営会社であるパリ首都（メトロポリタン）鉄道（CMP = Compagnie du chemin de fer métropolitain de Paris、RATPの前身）は、後のRER (イル＝ド＝フランス)の原型である地域メトロ(métro régional)を計画した。フランス政府および関係地方自治体とCMP、パリ・オルレアン鉄道の協議により、将来ソー線を地域メトロ網に編入し、その準備として電化や信号方式の近代化、プラットホームの嵩上げなどを行うこととされた。
1937年11月16日にソー線のダンフェール＝ロシュロー駅を含む区間は直流1500Vで電化された。そして1938年1月18日、パリ・オルレアン鉄道は他の鉄道会社とともに国有化されてフランス国鉄となるが、このときソー線のマッシー・パレゾー駅以北のみは国鉄に引き継がれず、CMPの路線となった。以後ソー線はメトロ各線と一体となって運営され、ダンフェール＝ロシュロー駅がその接続点となった。
1977年12月9日にソー線はRER B線となった。

## 駅構造

### RER
RER B線は当駅を境に北は地下線、南は高架線となる。相対式ホーム2面2線で、北半分はダンフェール＝ロシュロー広場の地下、南半分は地上に出ている。
駅舎はダンフェール＝ロシュロー広場に面した地上にあり、円弧状の独特の形状をしている。この駅舎は内装こそ改められているものの、1846年の開業当時そのままの建物を使用している。パリの主要駅の駅舎はほとんどが19世紀末から20世紀に建て直されており、開業当時の建物が現存している例は珍しい。
駅南部の東側には起点駅時代のホーム後が残されており、留置線として用いられている。

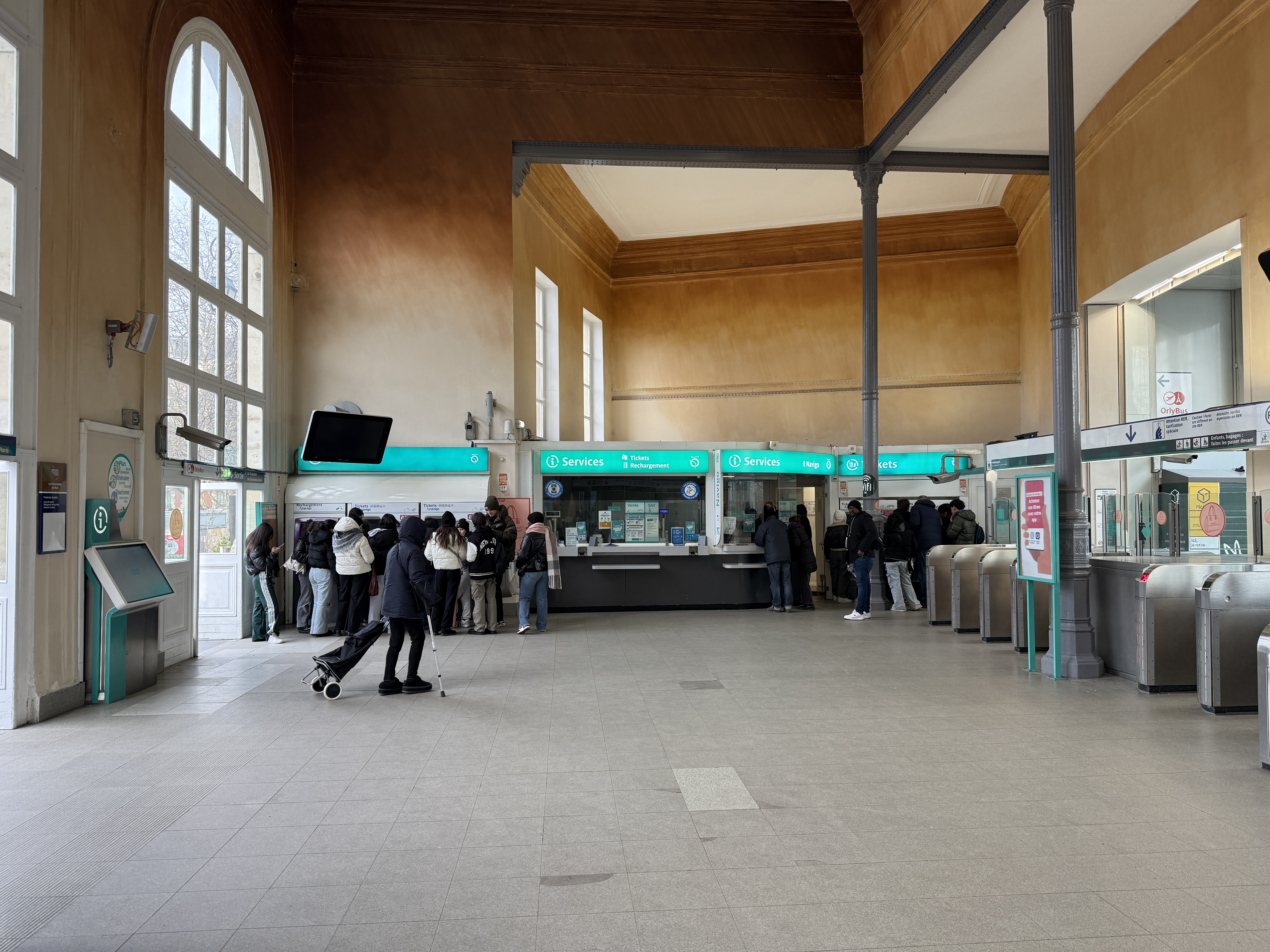
駅構内コンコース
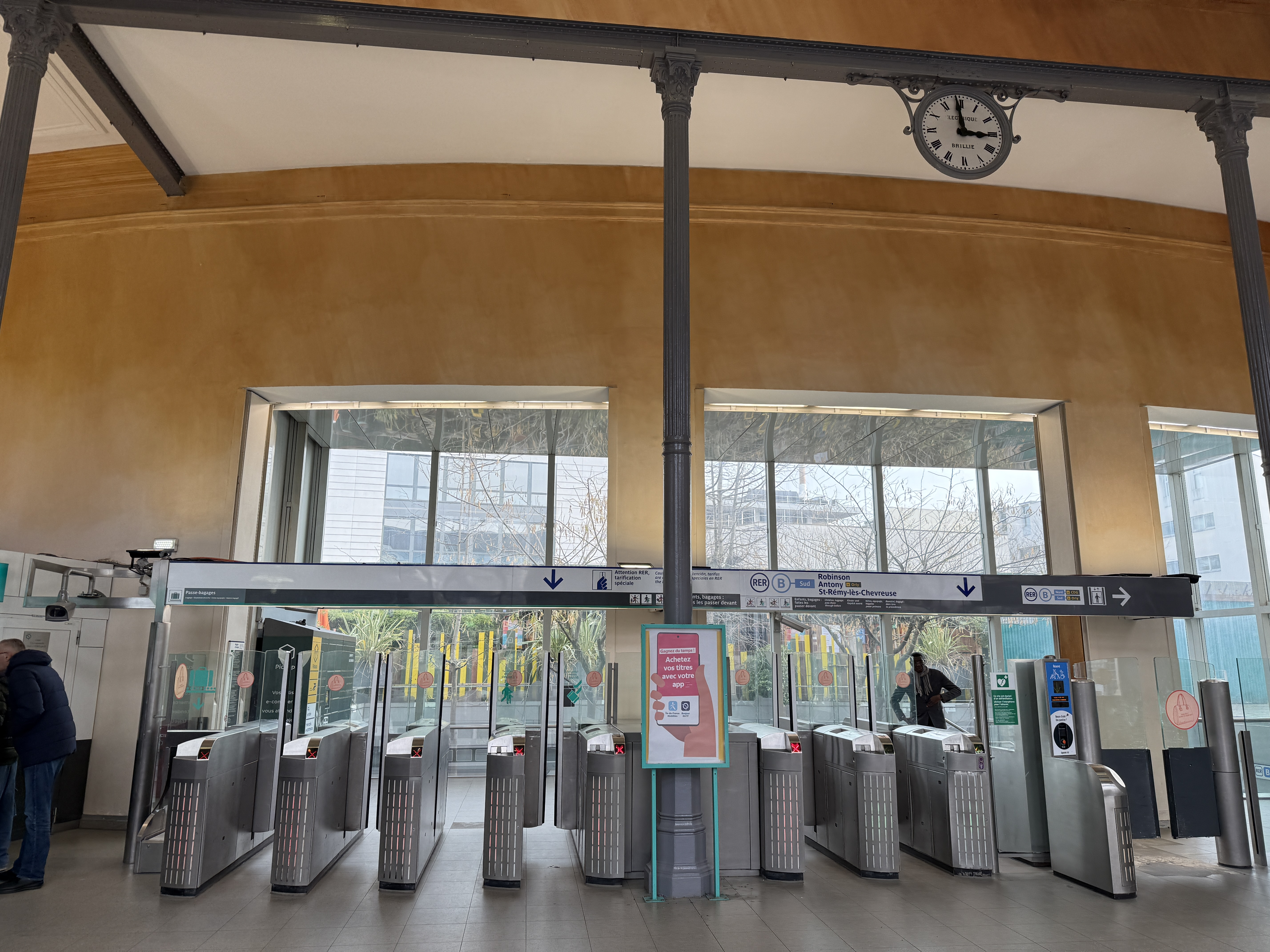
改札口
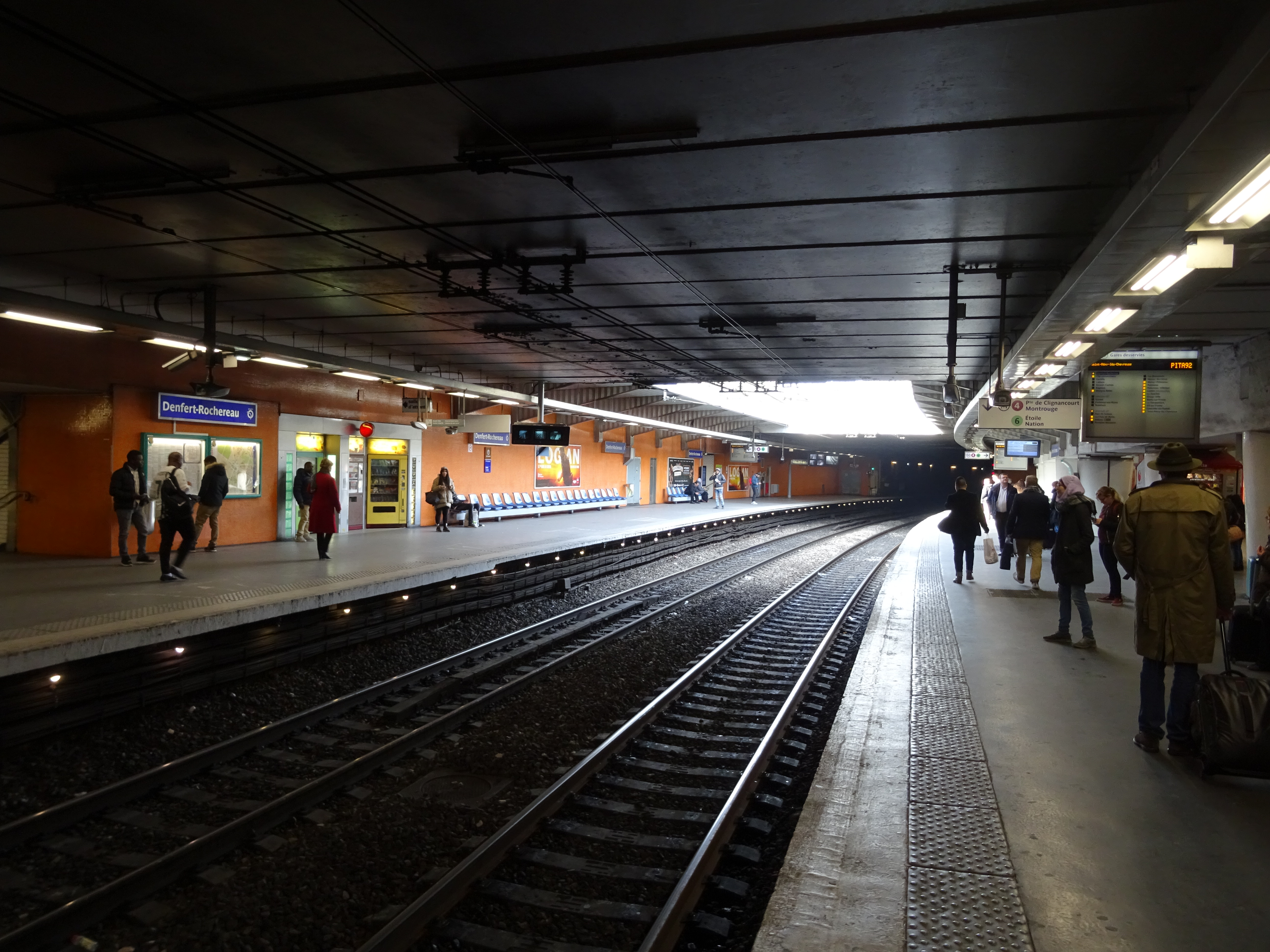
B線ホーム（北半分・地下部分）
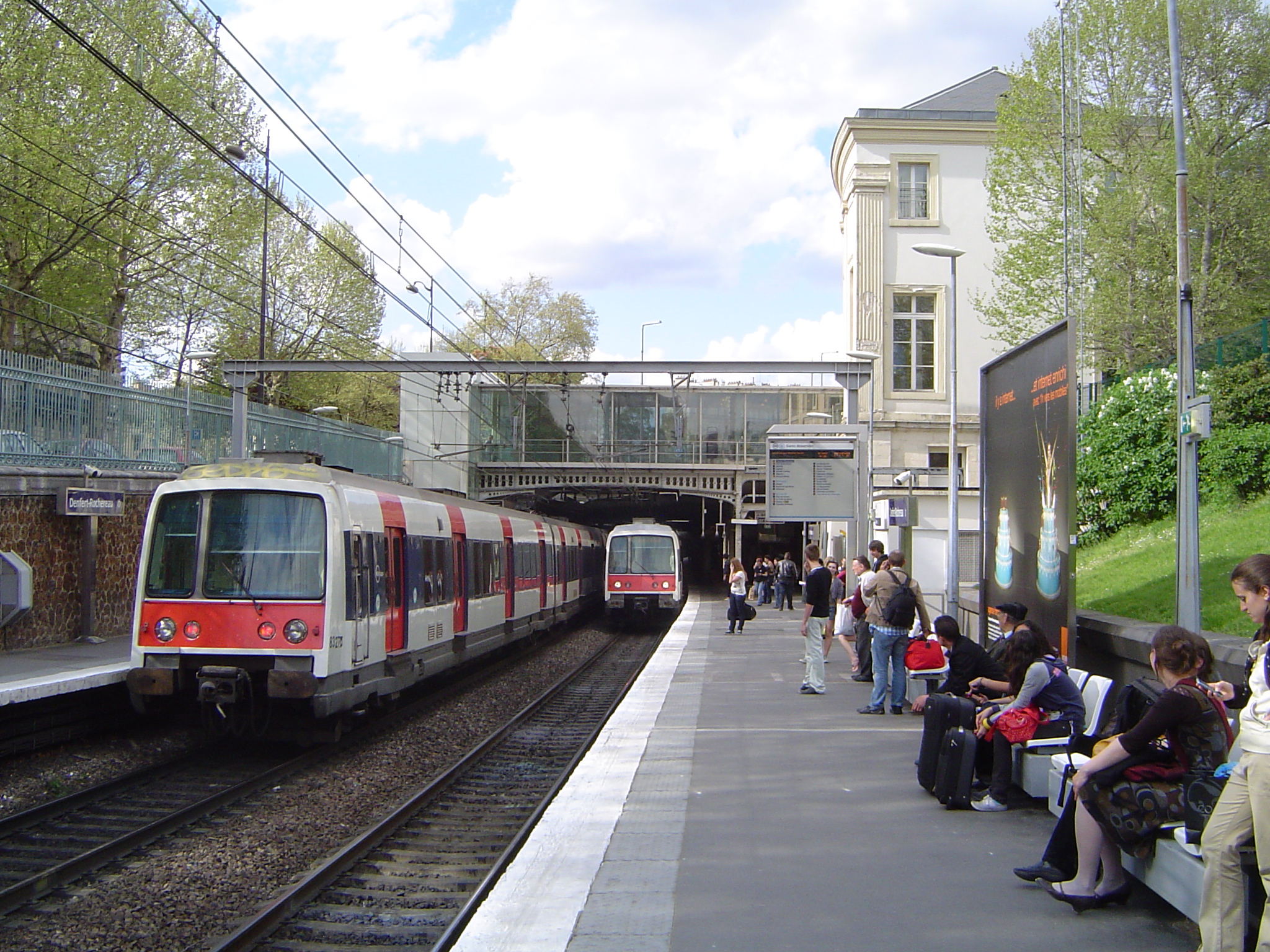
B線ホーム（南半分・地上部分）

### メトロ
4号線、6号線ともダンフェール＝ロシュロー広場の地下に相対式ホーム2面2線がある。6号線はRERと4号線の下の層に位置する。広場やその周辺に数ヵ所出口があるほか、地下にRERとの連絡通路、乗換改札がある。

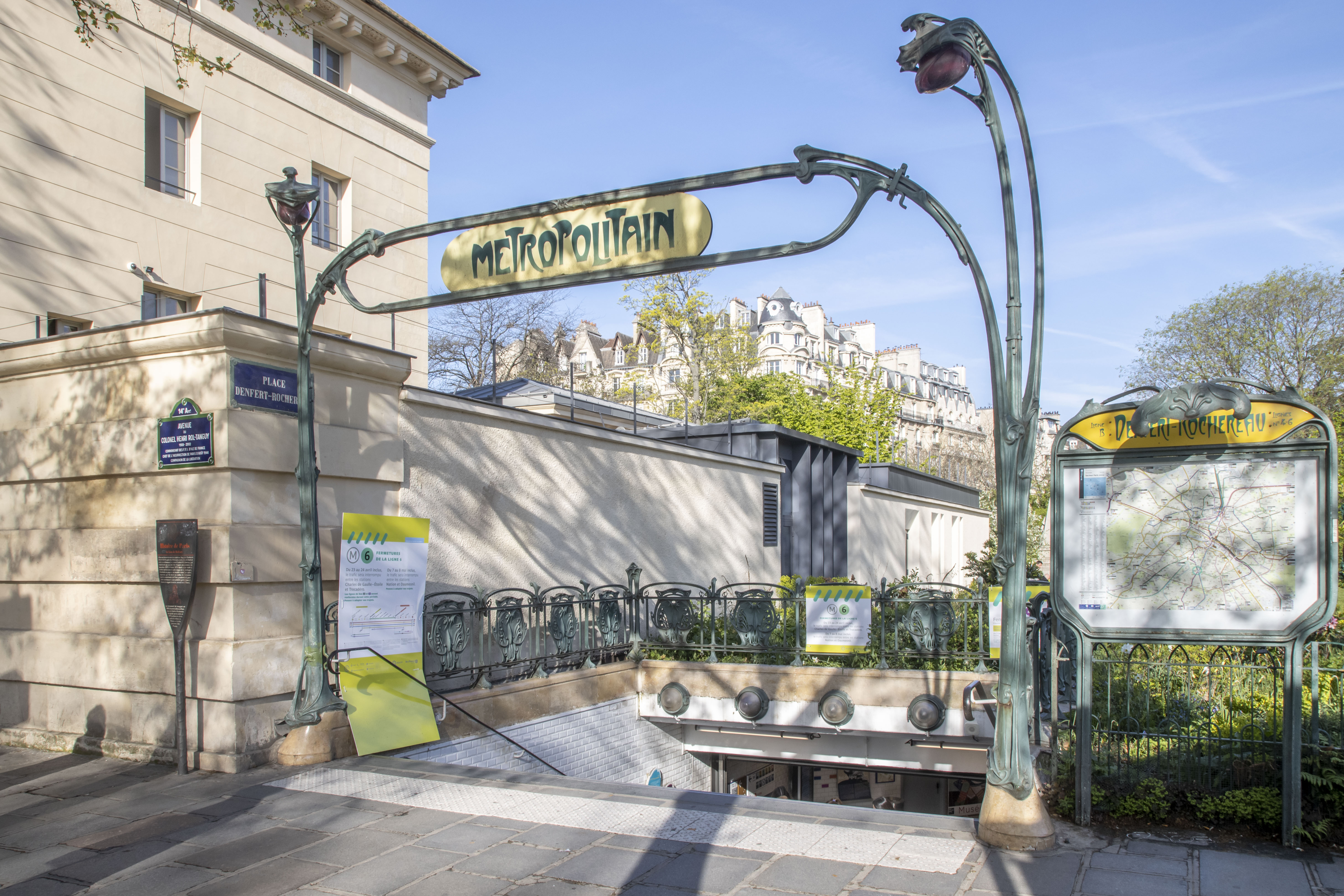
カーネル＝アンリ＝ロル＝タンギー通り（フランス語版）出入口
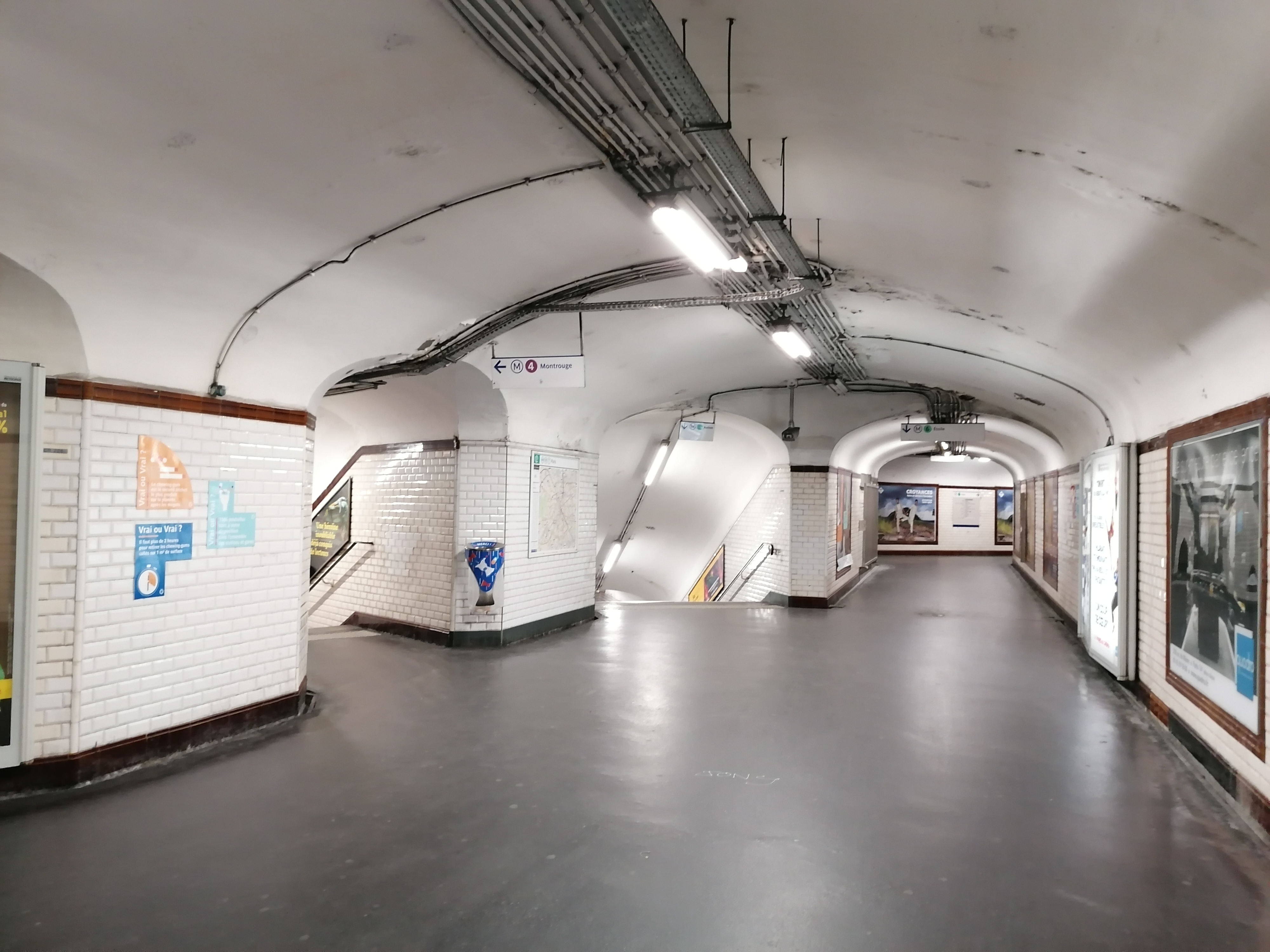
駅構内通路
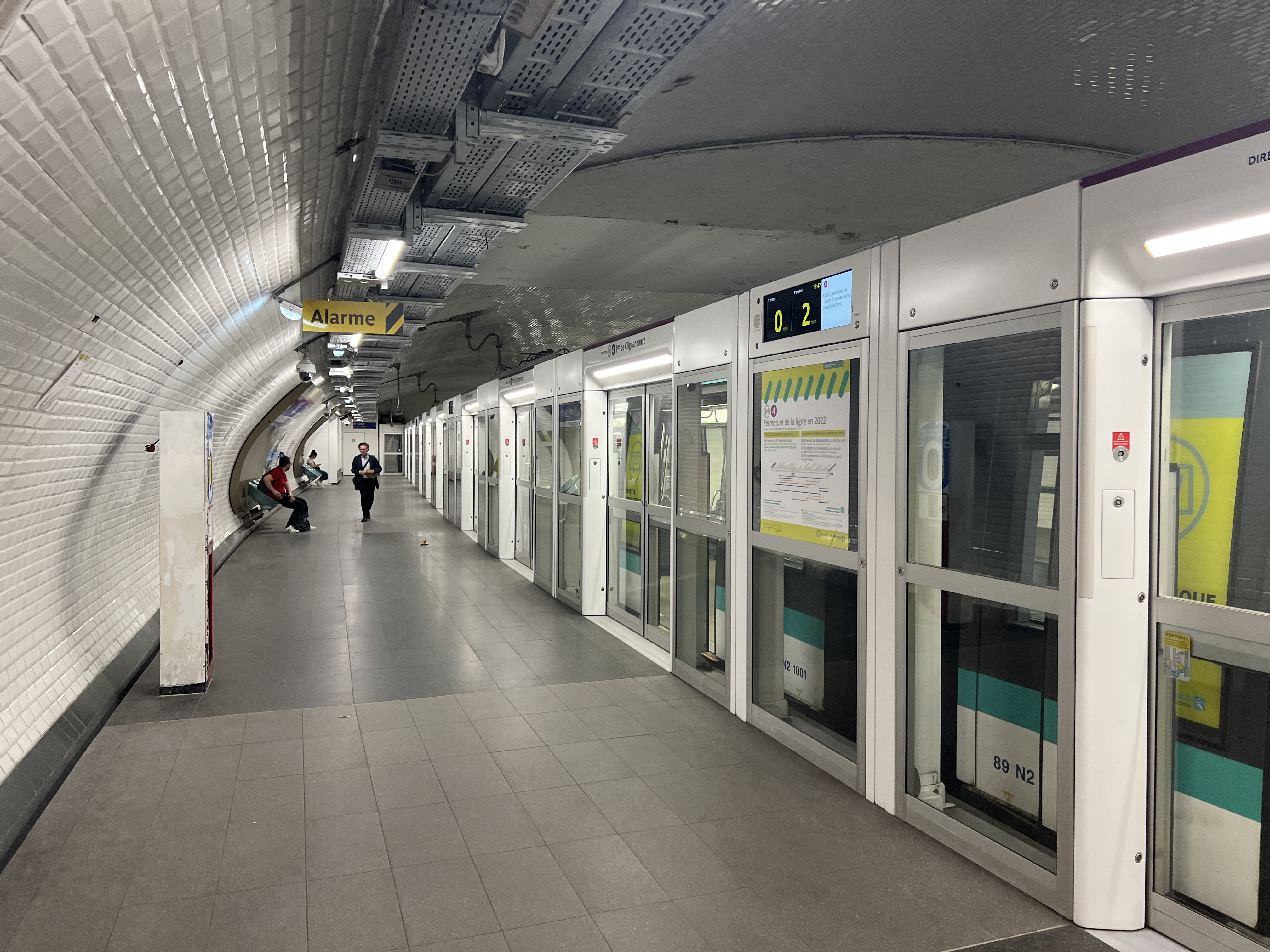
4号線ホーム
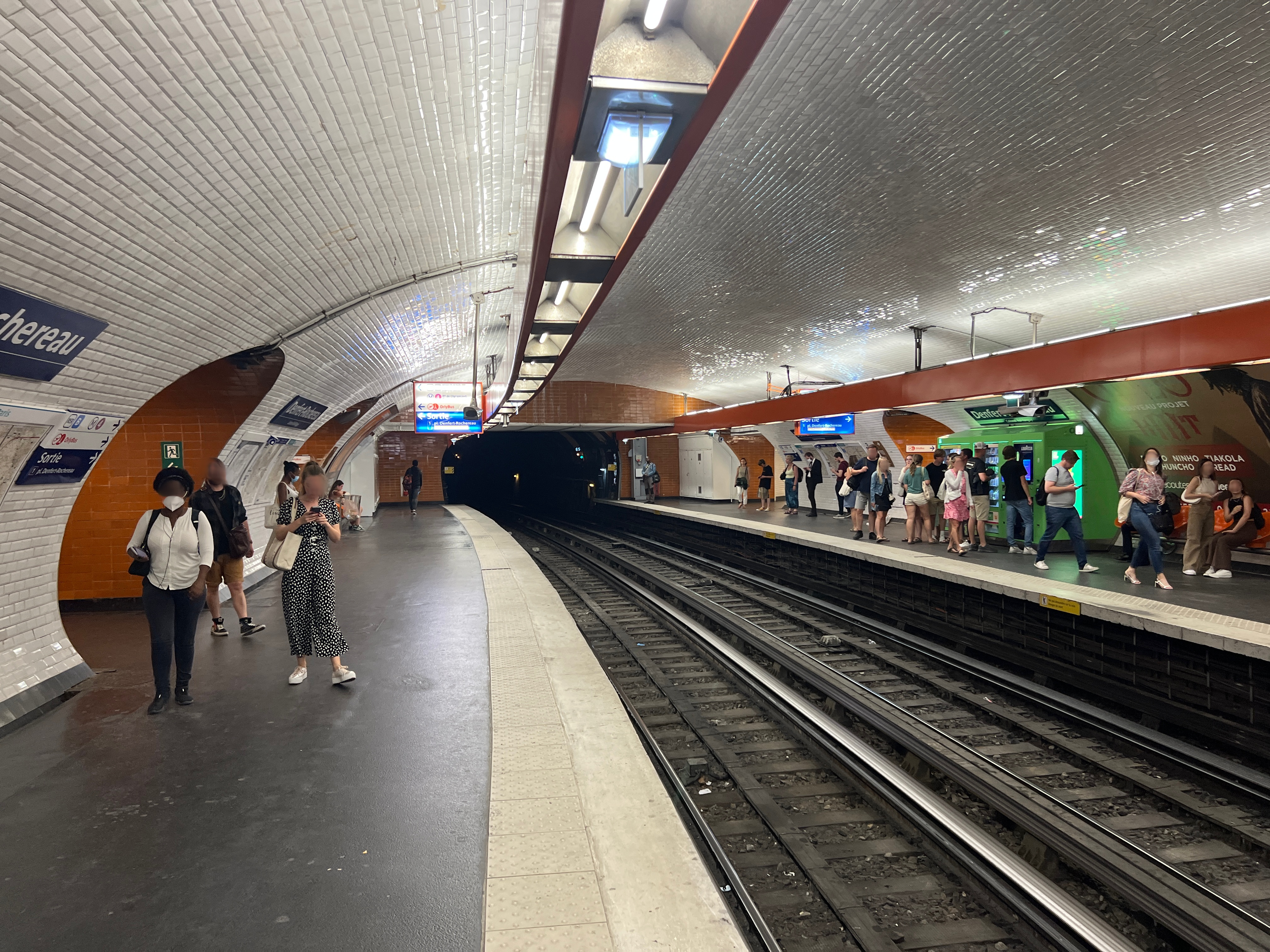
6号線ホーム

## 利用状況
2014年の年間乗客数は4,332,936人であった。

## 駅周辺

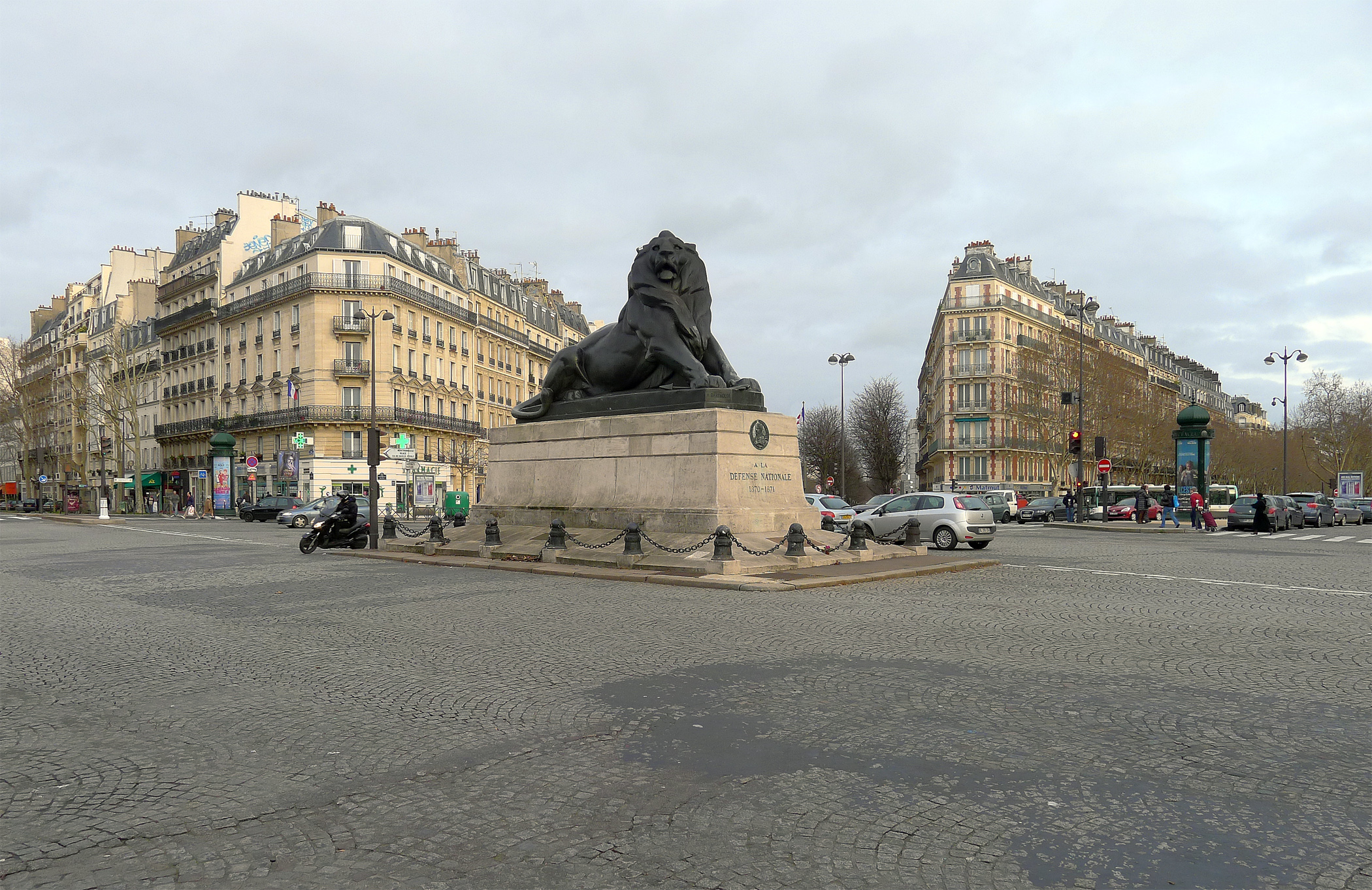
駅真上のダンフェール＝ロシュロー広場

駅の直上にはダンフェール＝ロシュロー広場がある。その中央にはかつての城門の建物が残されており、カタコンブへの入口にもなっている。またその地下は1944年のパリの解放の際にレジスタンス指導者アンリ・タンギーの司令部となったことでも知られる。この他広場にはベルフォールのライオン像のレプリカがある。
- ダンフェール＝ロシュロー広場（英語版、フランス語版）
- サン＝ジャック大通り（フランス語版）
- ルネ＝コティ通り（フランス語版）
- ジェネラル＝ルクレール通り（フランス語版）
- フォワッドウォー通り（フランス語版）
- ラスパイユ通り（英語版、フランス語版）
- ダンフェール＝ロシュロー通り（フランス語版）
- アラゴ通り（フランス語版）
- モンパルナス墓地
- オプセルヴァトワール・ド・パリ庭園（フランス語版）
- パリ天文台
- サンテ刑務所

### バス
駅前にはRATPの市内路線バスが停車する。またオルリー空港行のバス "Orlybus" の起点でもある。

## 隣の駅
| RER B線                                                                                               | RER B線 | RER B線 |
| --- | ------- | --- |
| ポール＝ロワイヤル駅 オルネー・スー・ボワ方面 シャルル・ド・ゴール空港第2TGV方面 ミトリー＝クレイ方面 |         | シテ・ユニヴェルシテール駅 ラプラス方面 ロバンソン方面 マッシー・パレゾー方面 オルセー＝ヴィーユ方面 サン＝レミ＝レ＝シュヴルーズ方面 |
| 4号線                                                                                                 |         | |
| ラスパイユ駅 ポルト・ド・クリニャンクール方面                                                         |         | ムトン＝デュヴェルネ駅 バニュー＝リュシー・オブラック方面                                                                             |
| 6号線                                                                                                 |         | |
| ラスパイユ駅 シャルル・ド・ゴール＝エトワール方面                                                     |         | サン＝ジャック駅 ナシオン方面 |